# Palacio del Infantado
El palacio del Infantado o palacio de los Duques del Infantado es un palacio de estilo gótico isabelino con elementos renacentistas situado en la ciudad española de Guadalajara. Fue ordenado construir por Íñigo López de Mendoza y Luna, segundo duque del Infantado, a finales del siglo XV.

## Historia
El palacio del Infantado está situado en el mismo lugar que ocupaban las «casas principales» de Pedro González, primer Mendoza alcarreño. Hacia 1480 el segundo duque del Infantado, Íñigo López de Mendoza y Luna, derribó las antiguas casas de la familia y decidió construir un nuevo palacio «por acrecentar la gloria de sus progenitores y la suya». En 1483 se completó la fachada, poco después el patio y al finalizar el siglo el palacio ya estaba completo en su estructura básica. Al terminar el siglo XV el monumento lucía en todo su esplendor de goticismo, de artesonados y de riquezas. Las trazas se atribuyen a Juan Guas, arquitecto toledano.

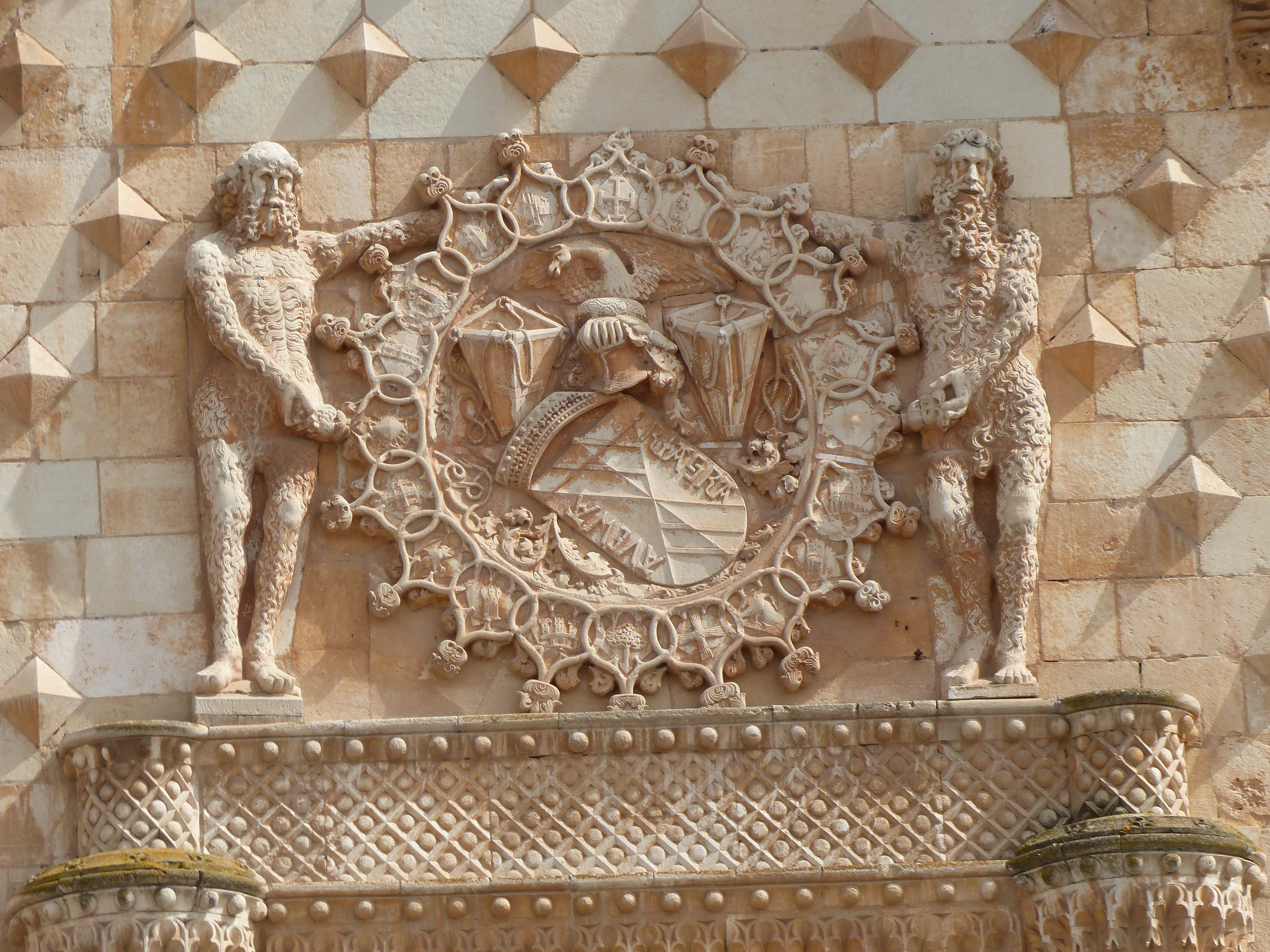
Detalle de la portada

En 1560 se casó en este palacio Felipe II con Isabel de Valois.
En 1569 el quinto duque del Infantado inició una serie de reformas dirigidas por Acacio de Orejón que tendían a equiparar el palacio con la residencia que el rey Felipe II estaba levantando en las cercanías de Madrid. Intentó conseguirlo poniendo ciertos detalles renacentistas en la fachada (abrió nuevas ventanas, tapó las antiguas, desmochó los pináculos góticos), en el patio, cuyo nivel fue elevado, y decorando los techos de los salones bajos con pinturas al fresco realizadas por artistas italianos que estaban trabajando en El Escorial, como Rómulo Cincinato. Se construyó también el "jardín mitológico" junto al palacio.

En 1738, Mariana de Neoburgo, viuda de Carlos II, fue autorizada a regresar a España desde su exilio en Bayona y se instaló en este palacio, donde murió poco después, en 1740. También fue escenario del encuentro de Felipe V con Isabel de Farnesio por motivo de su boda por poderes.

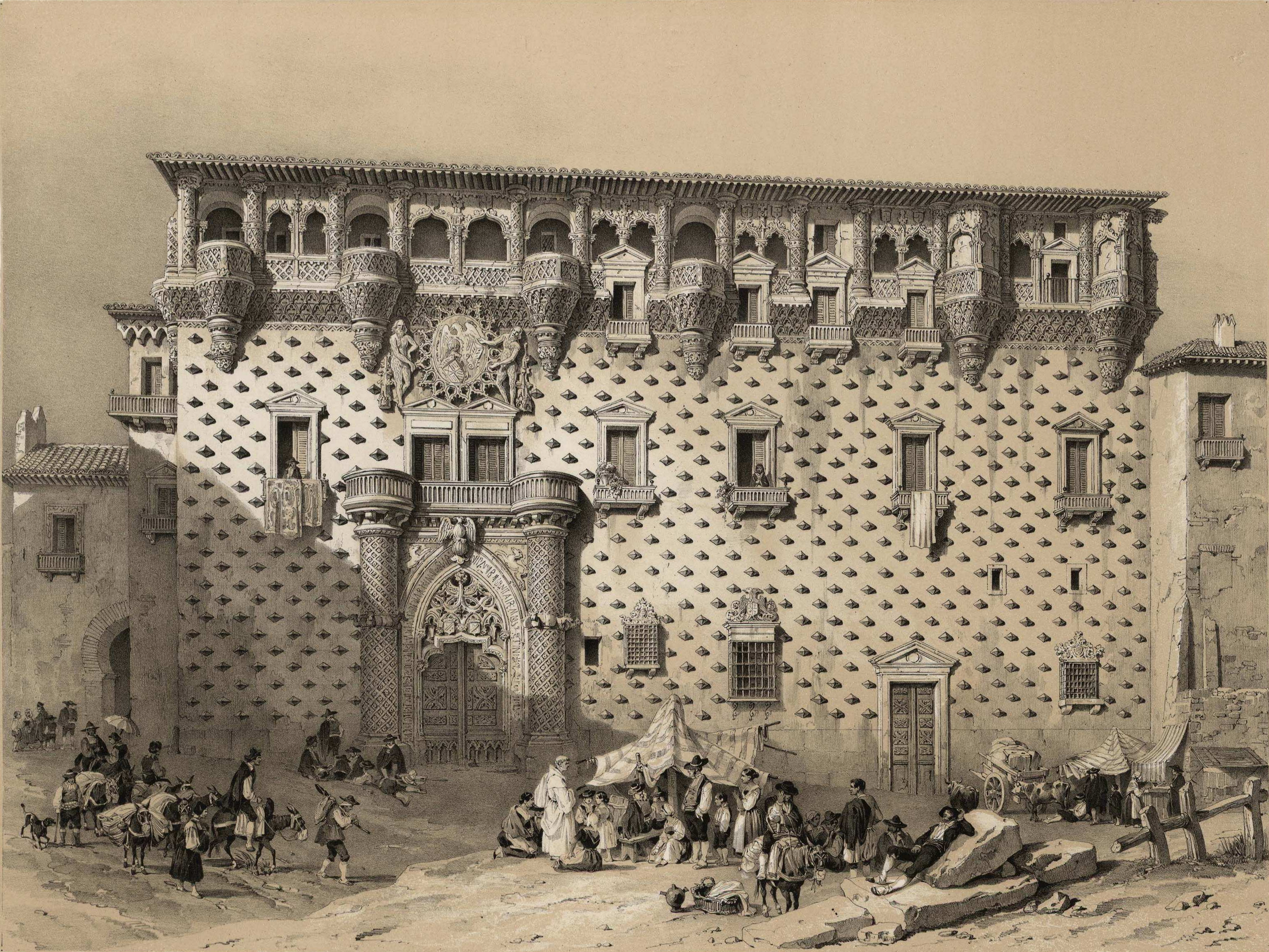
Vista de la fachada en un dibujo de Jenaro Pérez Villaamil (1842)

En siglos posteriores los Mendoza abandonaron Guadalajara para marchar a la Corte quedando el palacio abandonado.
A finales del siglo XIX, Mariano Téllez-Girón y Beaufort Spontin, decimoquinto duque del Infantado, realizó una venta/cesión de la mitad del palacio al Ayuntamiento. Posteriormente la Casa Ducal y Ayuntamiento lo cedieron al Ministerio de Guerra, que lo utilizó como colegio para huérfanas de militares. En 1936 el palacio fue bombardeado y destruido. Tras la guerra, termina la cesión al Ministerio de Guerra, y los propietarios del palacio, es decir, el decimoctavo duque del Infantado y el Ayuntamiento de Guadalajara, cedieron el inmueble a la Diputación Provincial en 1961 para realizar un gran proyecto museístico. Esta cesión incluyó, como contraprestación para el duque, la reserva de una zona para vivienda y archivo familiar, lo cual generaría problemas décadas después. Se inicia la reconstrucción y rehabilitación aunque su antiguo esplendor se perdió para siempre como se perdieron los artesonados mudéjares bañados en oro, unos de los mejores del mundo.
Tras esa reconstrucción ha sido objeto de diferentes restauraciones: en 2008-2009 se realizó una restauración integral del patio de los leones y en 2017 de la consolidación de la envolvente, cubiertas y fachadas.
En la década de 2010 se especuló con una posible candidatura del palacio para la obtención del estatus Patrimonio de la Humanidad por parte de la Unesco.

## Instalaciones y uso actual
En 1972 se trasladaron al edificio el Archivo Histórico Provincial de Guadalajara y la Biblioteca Pública Provincial de Guadalajara. En 2004 la biblioteca se trasladó al Palacio de Dávalos. El Archivo Histórico se trasladó en 2013 a otro edificio de reciente construcción. En junio de 2019, tras años de divergencias, el Ministerio de Cultura cerró un acuerdo con la actual duquesa del Infantado para la compra de su derecho de uso del edificio , que así pasa a ser íntegramente público. El patio de los leones y las arcadas superiores e inferiores, así como las salas con frescos y los jardines están abiertos a los visitantes.
Actualmente el palacio es sede del Museo Provincial de Guadalajara, el museo provincial más antiguo de España. En sus jardines se celebra cada año el Maratón de los Cuentos.
En 2022 se firma un acuerdo entre el Ministerio de Cultura y la Consejería de Castilla-La Mancha para convertir el palacio en una subsede del Museo del Prado, mediante la cesión de obras no expuestas actualmente en la pinacoteca.

## Descripción

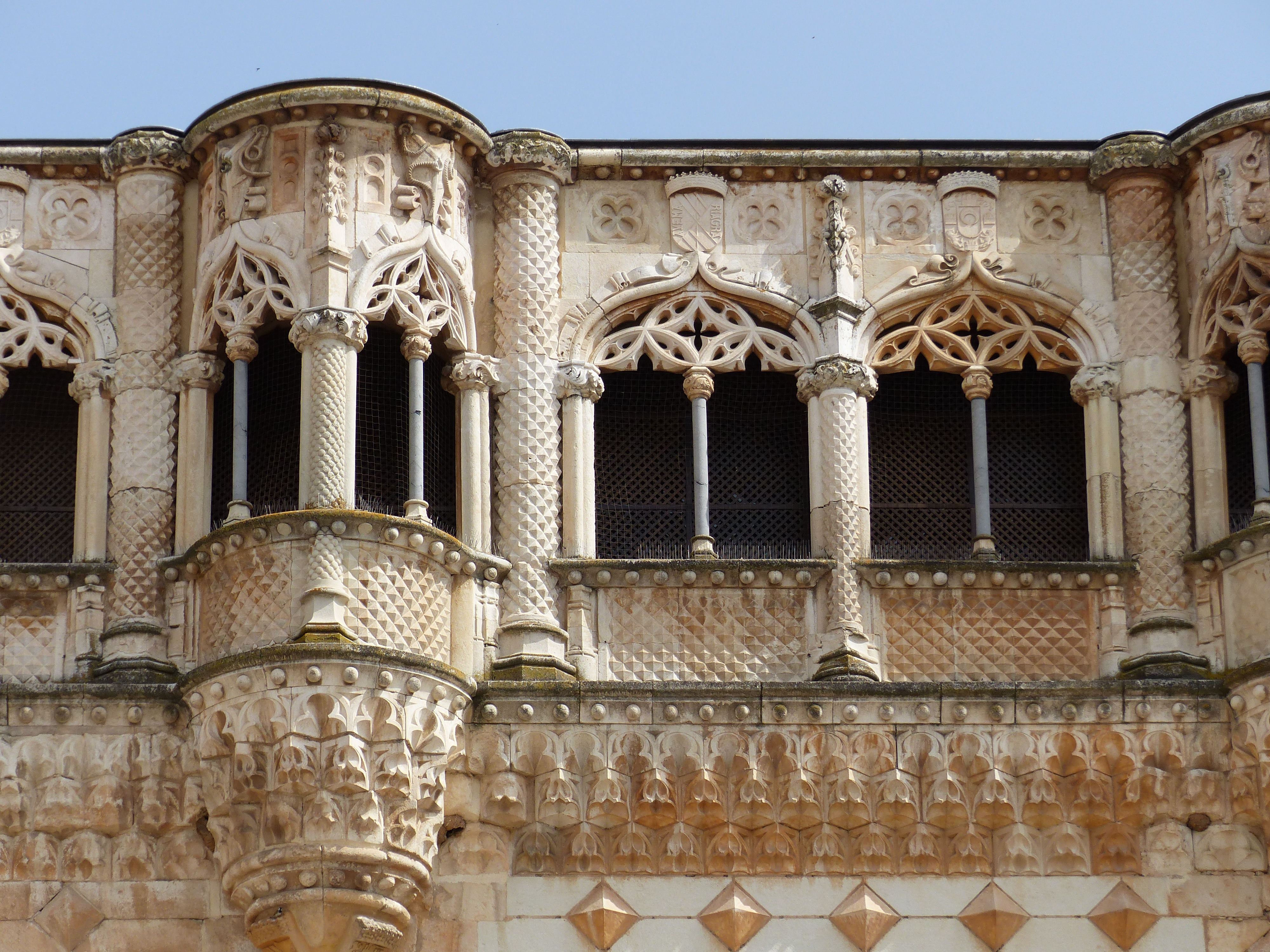
Balconada en la parte superior de la fachada

Su estilo es absolutamente hispano, pues aunque parte de la decoración y estructura de balcones o portadas son de corte gótico de tradición flamenca, otros muchos elementos decorativos y la disposición de vanos en la fachada, incluso el mismo tema ornamental de las cabezas de clavos, son de herencia morisca; es un ejemplo exquisito de lo que ha producido el arte mudéjar. Supera ambos estilos y adquiere el marchamo de gótico isabelino o hispano-flamenco, alterado, como se apuntó arriba, en la segunda mitad del siglo XVI con trazas renacentistas.
La fachada principal, orientada a poniente, es una de las joyas del arte gótico civil. Los elementos decorativos más destacados son unas puntas de diamante en toda la fachada; la última planta, que corona la fachada, presenta una galería corrida de balcones y garitones alternados en cuyo interior se encontraba la sala de lectura de la Biblioteca Provincial (cuando se encontraba en el edificio). Esta sala está decorada con gran sobriedad y clasicismo y rematada con artesonado. Con un objetivo claro de realizar propaganda y con el fin de realizar un modelo a seguir por la nobleza "modus vivendi", el lenguaje de la fachada sobre todo del palacio recogía las influencias andalusíes sobre el lenguaje de la escuela toledana. Egas Cueman, que diseñó la fastuosa decoración escultórica del palacio.

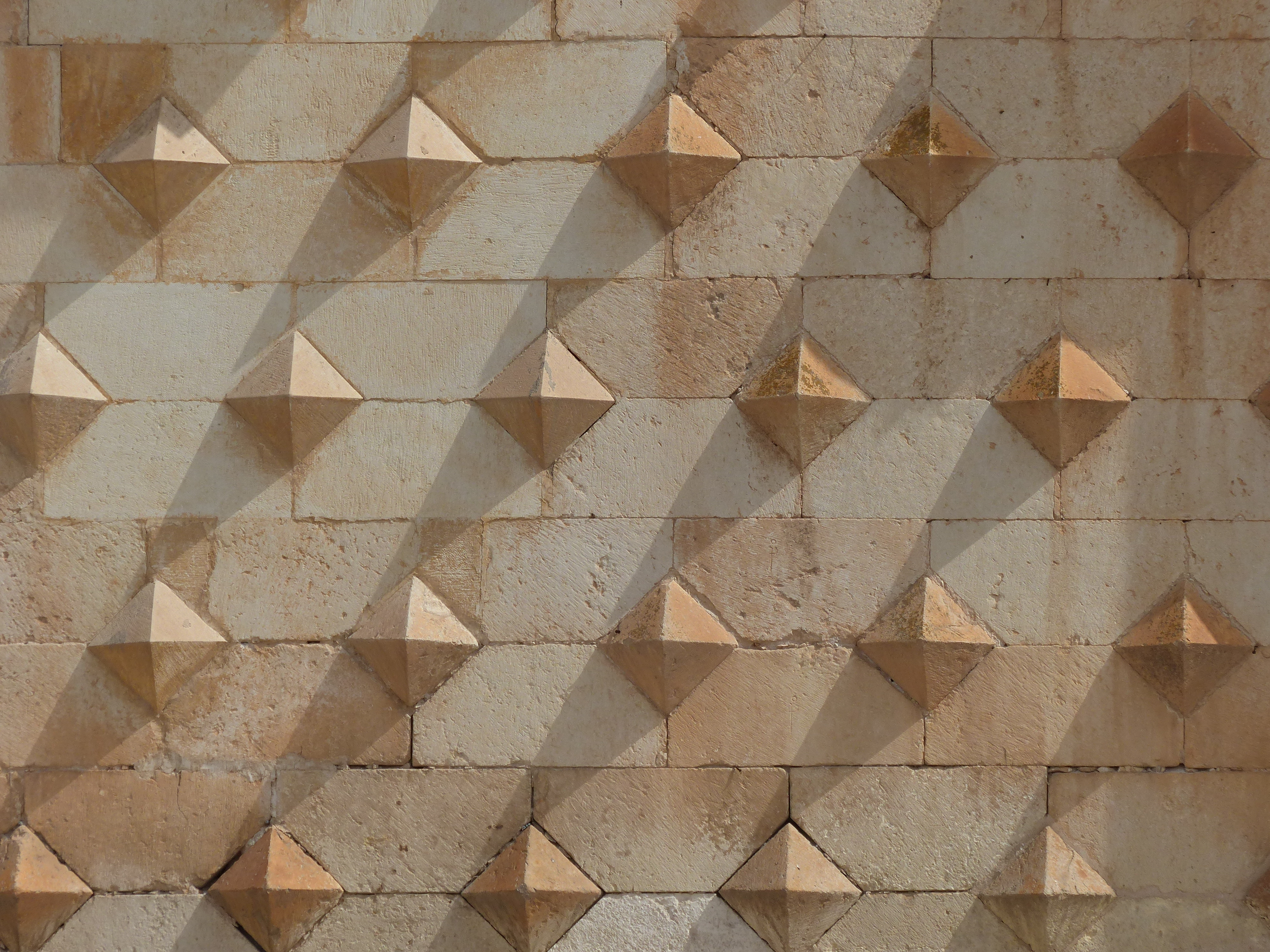
Detalle de la fachada

La puerta principal de entrada al edificio se encuentra en esta fachada, pero descentrada, situada en el extremo izquierdo, correspondiéndose con el patio interior. Está flanqueada por dos gruesas columnas cilíndricas que presentan en su intermedio sendos collarines de cordones entretejidos. Sobre la puerta se encuentra el escudo de los Mendoza, sobre éste, casi exenta, aparece la corona ducal y encima de ella en la clave del arco apuntado vemos una celada que mira de frente, como símbolo de ducado soberano y sobre ella aún la corona cívica y un águila mirando al frente. Dos velludos varones sostienen el circular complejo emblemático en que consiste este escudo. Encerrados en conopiales volutas rematadas en breve florón aparecen veinte distintos escudos que vienen a representar los estados, títulos y señoríos que hasta ese momento estuvieron en poder de la casa de Mendoza.

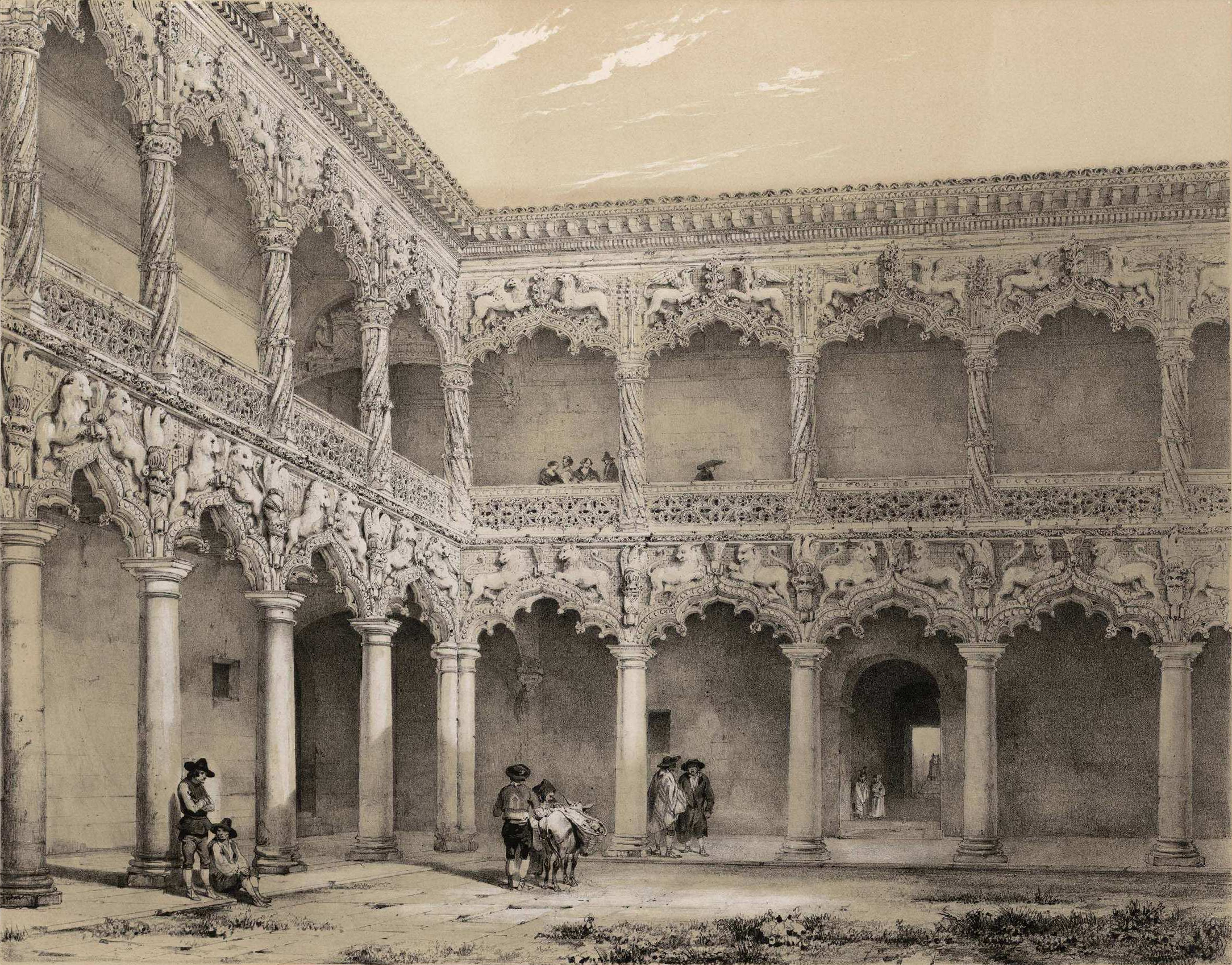
Patio de los leones en 1842 (dibujo de Jenaro Pérez de Villaamil).

El patio central, llamado de los leones, es de forma rectangular, ligeramente alargada de sur a norte ya que en los lados de levante y poniente aparecen siete arcos, frente a cinco que aparecen tan sólo en los contiguos. Se compone de doble arquería superpuesta, formada de arcos conopiales mixtilíneos en la galería baja; en la galería superior se encuentran arcos similares con un par de entrantes laterales que se complican y quiebran aún más. Las columnas que sostienen la arquería son de orden toscano. Como relleno de los paramentos alzados sobre los arcos se presentan diversidad de temas: las famosas parejas de leones (emblema de don Diego Hurtado de Mendoza), sobre cada columna se alza un escudo, alternando el del apellido Mendoza con el de Luna (todos rematados con la correspondiente corona ducal). A lo largo de la rosca de los arcos aparece tallada una fina y larguísima cartela en la que se encuentra la siguiente frase en caracteres góticos:

El yllustre señor don yñigo lopes de mendoca duque segundo del ynfantazgo, marqués de santillana, conde del rreal e de saldaña, señor de Mendoca y de la Vega, manda fa (ser esta) portada (año del nascimiento del nro salvado ihu xpo de MCCCCCL) XXXIII años... seyendo esta casa edificada por sus antecesores con grandes gastos e de sumptuoso edificio, se (pu)so toda por el suelo y por acrescentar la gloria de sus proxenitores y la suya propia la mandó edeficar otra vez para mas onrrar la grandeza (de su linaje) año myl e quatrocientos e ochenta y tres años.

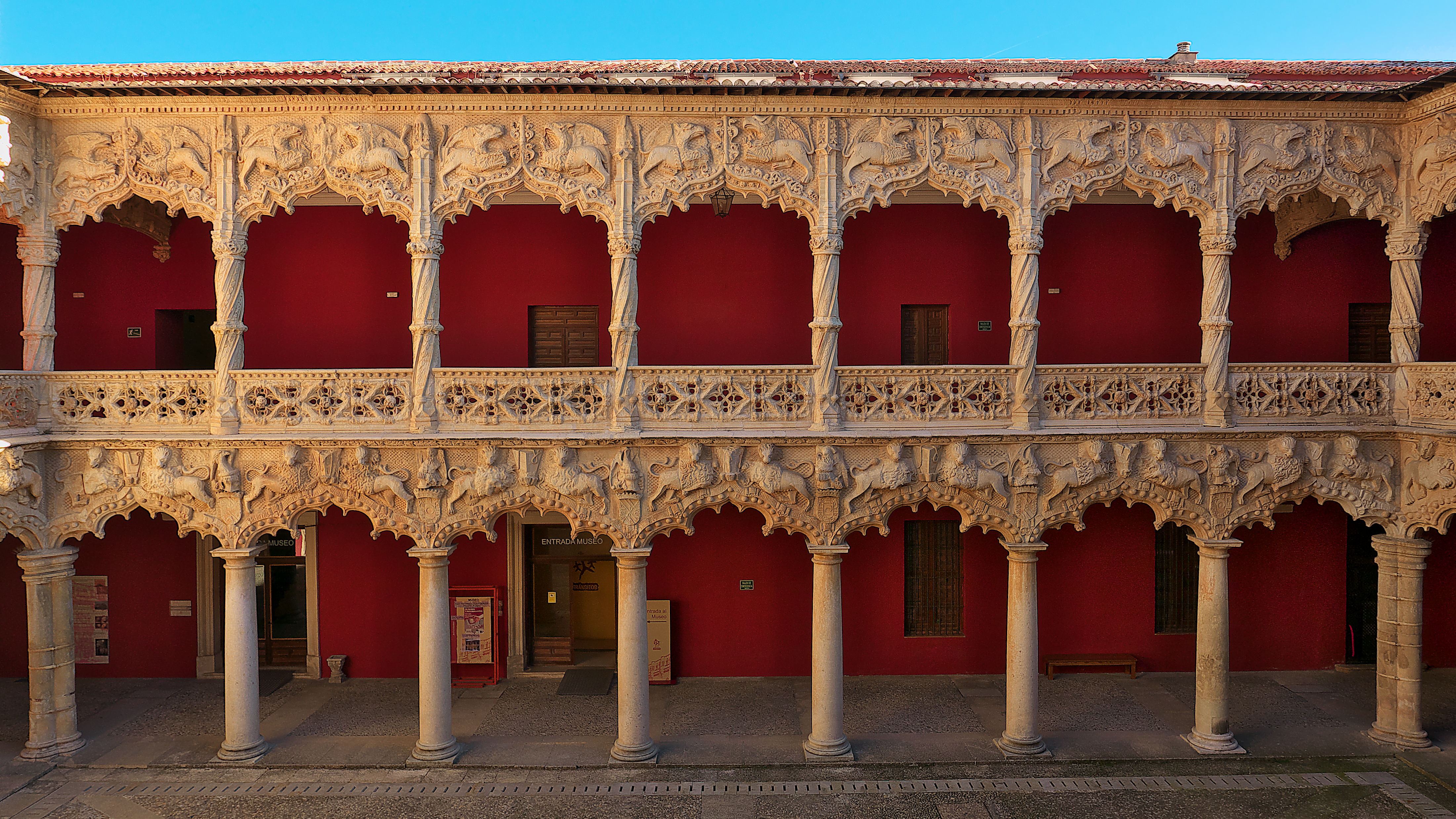
Aspecto actual del patio de los Leones.

El paramento de la galería superior presenta parejas de grifos alados enfrentados y encadenados. Todo se completa con los escudos de los Mendoza y los Luna.
La galería del jardín que construyó hacia 1496 por Lorenzo de Trillo y consta de doble serie de arquerías, con columnas prismáticas de molduras capitales, decorando sus paramentos con hiladas de arquillos lobulados superpuestos que viene a ser un desarrollo aplanado de los mocárabes utilizados en la fachada principal.

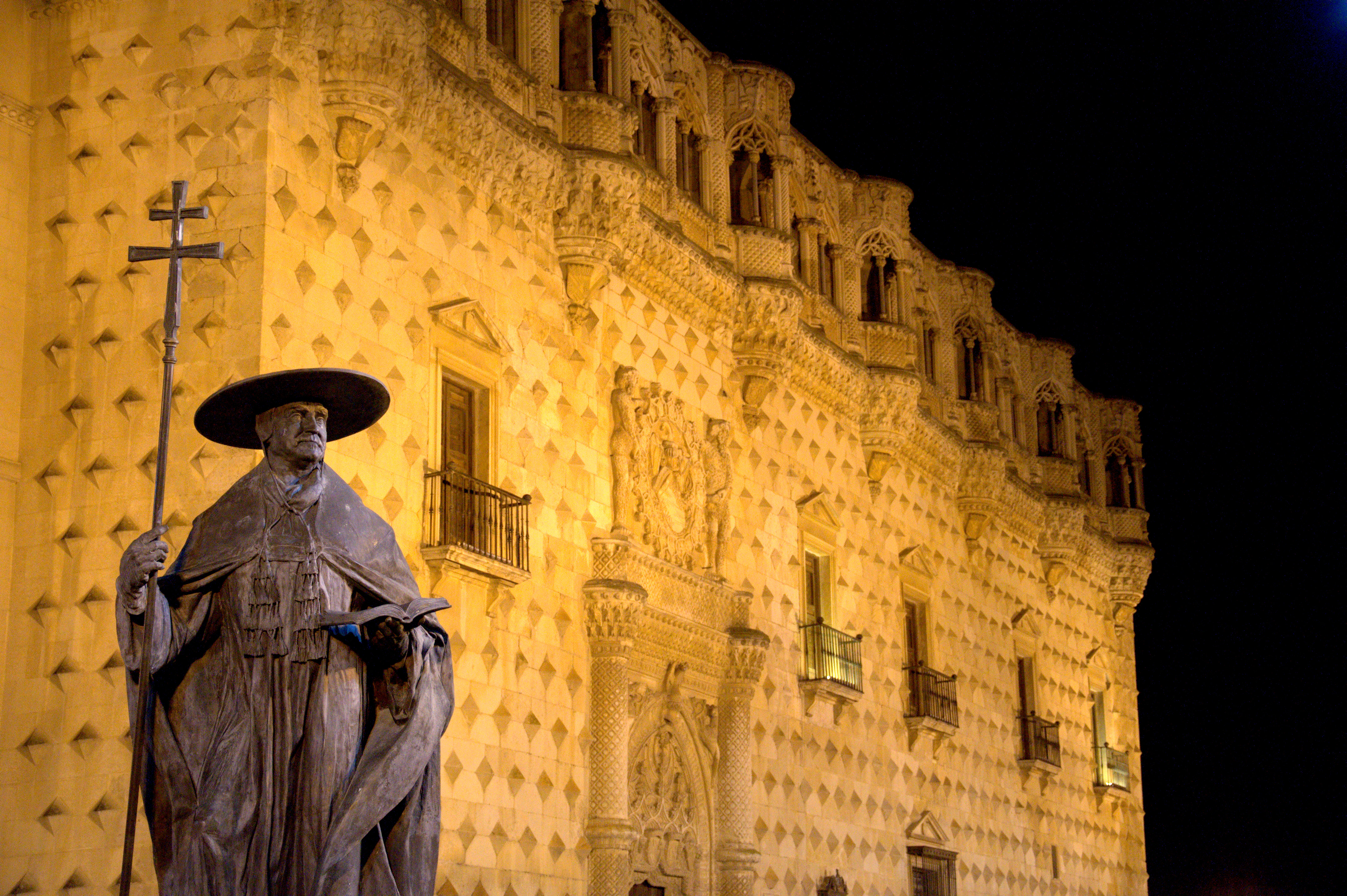
Estatua de Pedro González de Mendoza frente al palacio

Eran famosos también los artesonados mudéjares del interior del edificio que desaparecieron durante la Guerra Civil. Se conservan algunas de las salas bajas que pintores italianos decoraron a fines del siglo XVI por encargo del quinto duque del Infantado. Entre ellas destaca la sala de Crono, con la imagen de este dios y una serie de símbolos del Zodiaco; la gran sala de las batallas, representando múltiples y movidas escenas de la historia militar de los Mendozas. Otra sala magníficamente decorada en sus techos es la de Atalanta en la que aparecen cinco escenas de la leyenda que protagoniza esta diosa junto a Hipómenes, en ella luce una impresionante chimenea de mármol de Carrara obra de los italianos Juan Bautista y Domingo Milanés. Las pinturas de estas salas las realizó el pintor italiano Rómulo Cincinato entre 1578 y 1580.